# Caeruleomyces verae
Caeruleomyces verae är en svampart som beskrevs av Stalpers 2000. Caeruleomyces verae ingår i släktet Caeruleomyces, ordningen Hymenochaetales, klassen Agaricomycetes, divisionen basidiesvampar och riket svampar.   Inga underarter finns listade i Catalogue of Life.